# Mare Humboldtianum

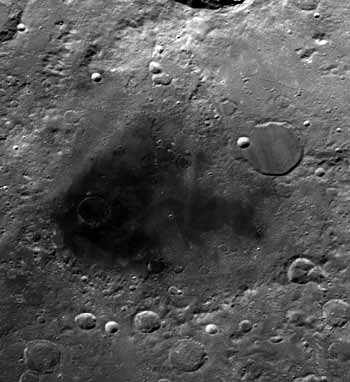
Mare Humboldtianum (tmavá plocha uprostřed). Část kráteru Bělkovič zabírá celý pravý horní roh snímku.

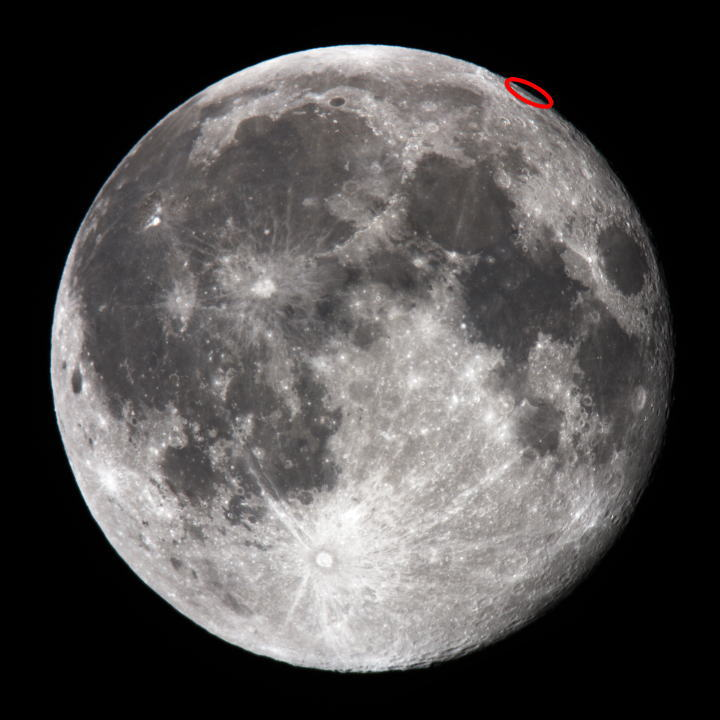
Poloha Mare Humboldtianum.

Mare Humboldtianum (česky Moře Humboldtovo nebo Humboldtovo moře) je malé měsíční moře rozkládající se na přivrácené straně Měsíce, východně od Mare Frigoris (Moře chladu). Má nepravidelný tvar.
Vzhledem k tomu, že se nachází blízko okraje měsíčního disku (jeho východní okraj se dotýká východního 90° poledníku), jeho viditelnost je ovlivněna libracemi. Moře má rozlohu přibližně 22 000 km².
Na severu do Humboldtova moře zasahuje kráter Bělkovič.

## Pojmenování
Moře pojmenoval německý astronom Johann Heinrich von Mädler podle pruského geografa a výzkumníka Alexandera von Humboldta. Je to jedno z pouhých dvou měsíčních moří, které jsou pojmenovány podle osob (tím druhým je Mare Smythii).